# Gilbert Fuchs
Gilbert Fuchs (Graz, Áustria, 1871 – Alemanha, 1952) foi um patinador artístico alemão. Fuchs conquistou duas medalhas de ouro, duas de prata e duas de bronze em campeonatos mundiais, e três medalhas de prata e uma de bronze em campeonatos europeus.

## Principais resultados
| Resultados                                            | Resultados        | Resultados      | Resultados        | Resultados       | Resultados      | Resultados        | Resultados       | Resultados       | Resultados    | Resultados    | Resultados      | Resultados    |
| Internacional                                         | Internacional     | Internacional   | Internacional     | Internacional    | Internacional   | Internacional     | Internacional    | Internacional    | Internacional | Internacional | Internacional   | Internacional |
| Evento/Temporada                                      | 1894– 1895        | 1895– 1896      |                   | 1897– 1898       |                 | 1900– 1901        |                  | 1905– 1906       | 1906– 1907    | 1907– 1908    | 1908– 1909      |               |
| ----------------------------------------------------- | ----------------- | --------------- | ----------------- | ---------------- | --------------- | ----------------- | ---------------- | ---------------- | ------------- | ------------- | --------------- | ------------- |
| Campeonato Mundial                                    |                   | Medalha de ouro | Medalha de bronze | Medalha de prata | Medalha de ouro | Medalha de bronze | Medalha de prata |                  |               |               |                 |               |
| Campeonato Europeu                                    | Medalha de bronze |                 |                   | Medalha de prata |                 | Medalha de prata  |                  | Medalha de prata |               |               |                 |               |
| Nacional                                              |                   |                 |                   |                  |                 |                   |                  |                  |               |               |                 |               |
| Campeonato Alemão                                     | Medalha de ouro   | Medalha de ouro |                   |                  |                 |                   |                  |                  |               |               | Medalha de ouro |               |
|                                                       |                   |                 |                   |                  |                 |                   |                  |                  |               |               |                 |               |
| Legenda: Competição não foi disputada nesta temporada |                   |                 |                   |                  |                 |                   |                  |                  |               |               |                 |               |